# Sine qua non
Sine qua non (łac., właśc. condicio sine qua non, dosł. „warunek, bez którego nie”) – warunek konieczny, nieodzowny, konieczne i niezbędne działanie, stan lub składnik. Zwrot jest także używany w naukach prawnych, ekonomii, filozofii, medycynie i polityce.